# نوشابه

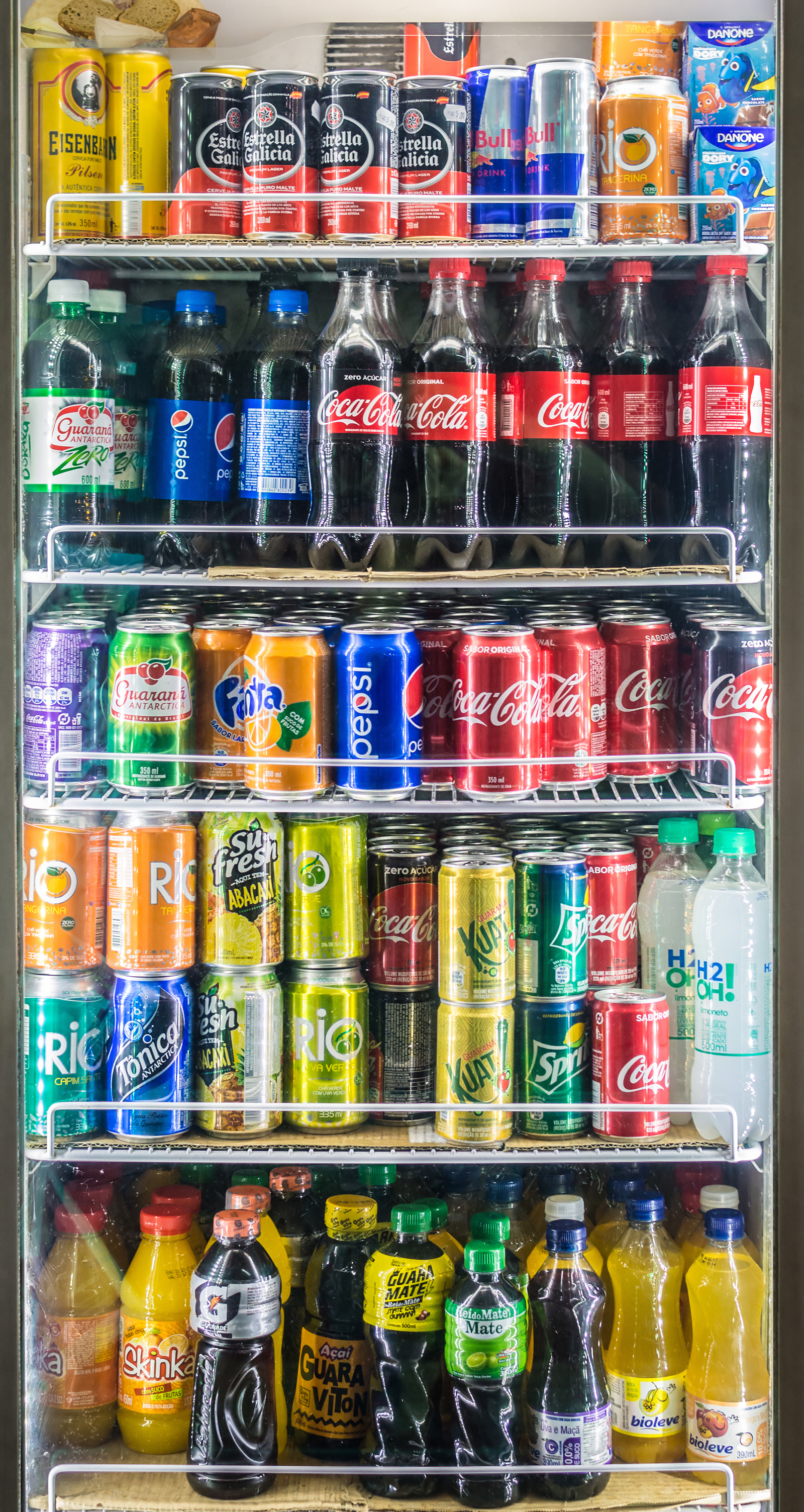
نوشابه‌های گوناگون در قفسه‌های فروشگاه

نوشابه (به انگلیسی: Soft drink) نوعی نوشیدنی شامل آب گازدار، مواد شیرین‌کننده و اسانس است. نوشابه در لغت به معنای هر چیز نوشیدنی است. 

## تأثیرات بر سلامتی

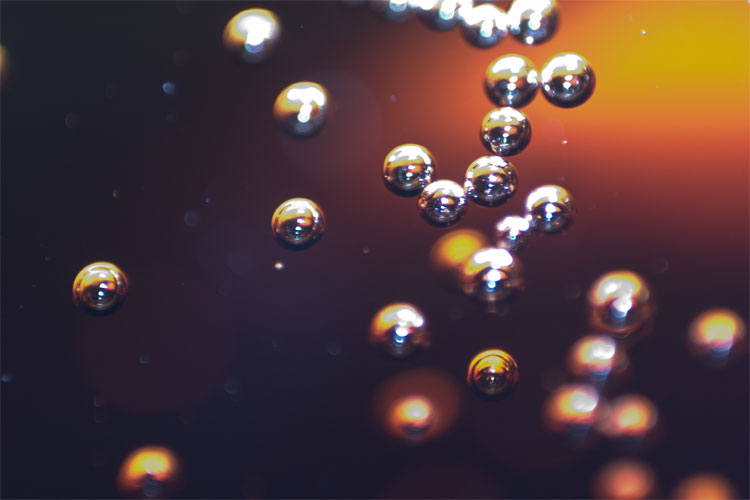
حباب‌های گازی نوشابه

نوشابه نیز مانند هر خوردنی دیگر اگر بیش از اندازه مصرف نشود (مانند هر دو هفته یک بار) مضرات و آسیب های گسترده در پی نخواهد داشت. در صورت مصرف بیشتر به نسبت مقدار آن عوارضش محسوس‌تر می‌شود. نوشابه برای دندان شیری بسیار خورنده است. بگونه‌ای که دندان کودک در یک ظرف نوشابه حل می‌شود. همچنین برای دندان‌های دائمی به دلیل کاهش مقاومت به خوردگی مضر است. هر نوشابه حاوی کافئین، گاز کربن دی‌اکسید، اسید فسفریک و ۱۰ قاشق چایخوری شکر است. شیرینی زیاد شکر به خاطر وجود اسید فسفریک تا حدّ زیادی خنثی می‌شود. تحقیقات اخیر نشان می‌دهد که نوشیدنی‌های شیرین عامل مستقیم مرگ ناشی از دیابت، بیماری‌های قلبی و سرطان محسوب می‌شود. آمار نشان می‌دهد که مرگ ناشی از آن، به اندازه آنفلوآنزا وسعت دارد.
تیم تحقیقاتی مدرسه فریدمن در دانشگاه تافتس ماساچوست آمریکا اعلام کرد نوشابه‌های شیرین هر ساله جان ۱۸۴ هزار نفر را در جهان می‌گیرد.
علاوه‌ بر این، نوشابه‌های شیرین مهم‌ترین عامل چاقی است و چاقی با بیماری‌های دیگر مرتبط است. پیش از این تحقیقات نشان داده بود که بیماری‌های مرتبط با چاقی عامل بیش از ۱۷ میلیون مرگ در سال است.
یک داروساز انگلیسی با مطالعه بر روی تأثیرات منفی یک بطری کوکاکولا پس از گذشت یک ساعت در بدن، هشدار داد که اگر قلب و بدن خود را دوست دارید از مصرف این نوشابه پرهیز کنید.
در ۱۰ دقیقه نخست پس از مصرف این نوشابه گازدار، ۱۰ قاشق چایخوری شکر وارد بدن ما می‌شود که عملاً میزان آن ۱۰۰ درصد نیاز روزانه محسوب می‌شود اما با توجه به وجود اسید فسفریک در ترکیبات آن، بدن حالت تهوع پیدا نمی‌کند؛ زیرا این نوع افزودنی طعم شکر را تغییر داده و فرد می‌تواند آن را بنوشد.
۲۰ دقیقه پس از نوشیدن کوکاکولا میزان قند در خون به اوج خود می‌رسد که سپس منجر به ترشح انسولین در بدن می‌شود؛ در این لحظه کبد واکنش نشان داده و تمام قند موجود را به چربی تبدیل می‌کند.
پس از گذشت ۴۰ دقیقه از نوشیدن کوکاکولا، جذب کافئین موجود در آن نیز تکمیل شده و مردمک چشم‌ها گشاد و فشار‌ خون بالا می‌رود و کبد نیز در واکنش قند را وارد سیستم گردش خون می‌کند. اکنون گیرنده‌های ادنوزین مغز به‌کار افتاده و با خواب آلودگی مبارزه می‌کند.
پس از گذشت ۴۵ دقیقه از مصرف این نوشابه بدن تولید دوپامین را افزایش داده و مراکز لذت در مغز را فعال می‌کند؛ دقیقاً همان‌گونه که هروئین در بدن عمل می‌کند.
در حالی که پس از گذشت ۶۰ دقیقه از نوشیدن آن، اسید فسفریک با به هم متصل کردن کلسیم، منیزیم و روی در معده منجر به افزایش سوخت و ساز شده و قند بالا در خون نیز منجر به دفع کلسیم از طریق ادرار از بدن می‌شود. بنابراین نوشابه عامل پوکی‌استخوان و پیری زود‌رس است.

## گونه‌های نوشابه

### بر پایهٔ دارندگی الکل
نوشابه‌های بدون الکل
مست‌کننده نیستند و استفاده از آن‌ها در تمام جهان آزاد است. بیشتر این گونه نوشابه‌ها حاوی شکر زیاد هستند.
نوشابه‌های دارای الکل
این گونه نوشابه‌ها دارای موادی هستند که مست‌آور است و استفاده آن در بیشتر کشورها برای زیر ۱۸ ساله‌ها ممنوع است از معروف‌ترین آن‌ها می‌توان به این موارد اشاره کرد: ویسکی، ودکا، بئوجولا
خوردن نوشیدنی های الکلی پس از انقلاب ۱۳۵۷ در ایران ممنوع شده است.

### نوشابه‌های انرژی‌زا
نوشابه‌های انرژی‌زا، دارای مقادیر زیاد کافئین و بعضا زنجفیل هستند که تحریک کننده سوخت و ساز بدن هستند. اخیراً جوانان به آن گرایش یافته‌اند. این نوع نوشابه‌ها دارای عوارض جانبی فراوانی هستند که مهم‌ترین آنها دفع آب بدن و بیقراری است.

### نیوشابه (نوشابه‌های لبنی)
نوشابه‌هایی که بر پایه شیر درست شده‌اند و کاملاً طعم نوشابه‌های عادی را دارند با این وجود دارای کلسیم، ویتامین‌ها و املاح مفید شیر هستند.

### بر پایهٔ طعم
- پرتقالی (هر۱۰۰ گرم ۴۸ کیلوکالری)
- کولا (هر ۱۰۰ گرم ۴۶ کیلوکالری)
- سون آپ (هر ۱۰۰ گرم ۴۱ کیلوکالری)

## شرکت‌های نوشابه‌سازی
- کوکاکولا
- پپسی‌کولا
- کانادا درای
- سون‌آپ
- رد بول
- میرندا
- اسپرایت
- فانتا
- هایپ انرژی
- شرکت زمزم
- عالیس
- کاله

## سایر کاربردهای نوشابه
- تقویت کمپوست
- تمیز کردن کاشی و سرامیک
- پاک کردن لکه خون و روغن
- پاک کردن آدامس
- از بین بردن زنگ آهن
- دفع آفات
- پاک کردن غذای سوخته از کف قابلمه
- فر کردن مو
- برق انداختن مس و نقره
- پاک کردن جوهر از روی فرش

اخطار سلامتی: موارد فوق به دلیل اسیدی بودن و اندکی به دلیل حباب‌های موجود در نوشابه‌های گازدار هستند. به دلیل وجود مقادیر زیاد شکر، موارد بالا باعث رشد قارچ باکتری در محیط می‌توانند شود.